# Sumud

Muro de la Casa de la Historia del Sumud, en Belén.

Sumud (en árabe: صمود‎), que significa "firmeza"  o "perseverancia constante", es un valor cultural palestino, un tema ideológico y una estrategia política que surgió por primera vez entre el pueblo palestino al experimentar la opresión y organizar la resistencia ante la ocupación israelí tras la guerra de los Seis Días de 1967. Este sustantivo se deriva de un verbo que significa "arreglar, adornar, almacenar, guardar". Aquellos que son firmes, es decir, aquellos que exhiben sumud, se conocen como samidin, cuyas formas singulares son samid (masculino) y samida (femenino).
A medida que se ha ido desarrollando el término, los palestinos han distinguido entre dos formas principales de sumud. El primero, "sumud estático", es más pasivo y lo define Ibrahim Dhahak como la "persistencia de los palestinos en su tierra". La segunda, la "resistencia sumud" (en árabe, sumud muqawim) es una ideología más dinámica cuyo objetivo es buscar formas de construir instituciones alternativas para resistir y socavar la ocupación israelí de Palestina.
El principal símbolo asociado con el concepto de sumud y con el sentido palestino de arraigo a la tierra es el olivo, omnipresente en toda Palestina. Otro ícono de sumud que a menudo se ha retratado en las obras de arte palestinas es el de la madre, y más específicamente, el de una campesina embarazada.

## Orígenes y desarrollo
En Cisjordania y la Franja de Gaza, el sumud representó la estrategia política palestina adoptada a partir de 1967. Como concepto íntimamente relacionado con la tierra, la agricultura y la autoctonía, la imagen ideal del palestino planteada en esta época era la del campesino (en árabe, felah) que se quedaba en su tierra, negándose a marcharse. Baruch Kimmerling escribe que la adopción de una estrategia de sumud se vio motivada por el deseo de evitar una segunda limpieza étnica. La estrategia del sumud tiene un carácter más pasivo que el adoptado por los fedayines palestinos, aunque ha proporcionado un importante subtexto a la narrativa de los combatientes, "al simbolizar la continuidad y la conexión con la tierra, con el campesinado y una forma de vida rural ".
En la década de 1970, cuando el decaimiento de las actividades clandestinas de los fedayines palestinos dio paso por completo a la noción de sumud entre los palestinos que aún vivían en la Palestina histórica, la madre surgió como una representación de la ideología del sumud. Un movimiento en defensa del patrimonio cultural y el folclore palestinos también prosperó en este momento, y el arte de los carteles convirtió la imagen de campesinas visiblemente embarazadas en íconos de sumud.
A fines de la década de 1970, el sumud demandó "una tercera vía colectiva entre la sumisión y el exilio, entre la pasividad y... la violencia para poner fin a la ocupación". El sumud estático, que enfatizaba la determinación de permanecer en la tierra natal, también se caracterizó por una actitud de resignación. El objetivo de simplemente permanecer en Palestina se tradujo en la dependencia de la ayuda internacional, como la recibida del Fondo de Ayuda para la Determinación del Comité Conjunto Jordano-Palestino, establecido en la Cumbre Árabe de Bagdad en 1978.

### Sumud activo o de resistencia
El surgimiento de comités de ayuda médica a principios de la década de 1980, compuestos por médicos de hospitales de Jerusalén que pasaban sus días libres como voluntarios para crear y gestionar clínicas en aldeas palestinas, fue la primera manifestación generalizada del sumud activo o de resistencia. Para 1983, ocho de estos comités brindaban servicios médicos en Cisjordania. Al unirse para formar la Unión de Comités Palestinos de Ayuda Médica, esta organización de base proporcionó un modelo para otros comités similares que surgieron en los años y décadas siguientes.

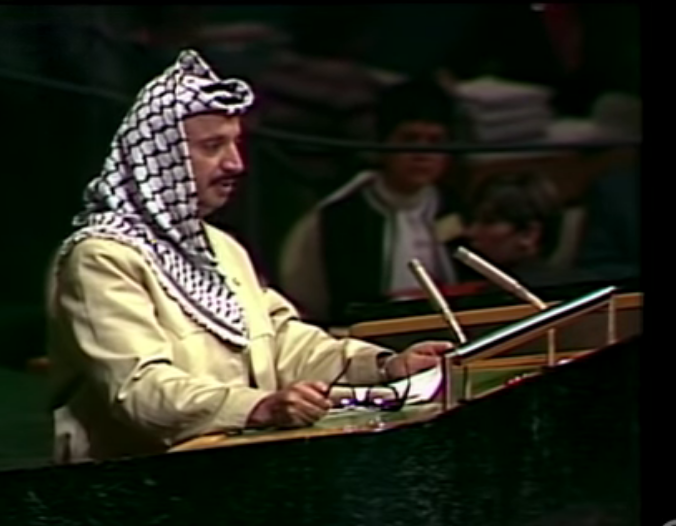
Yaser Arafat en un discurso ante la ONU (1974).

A mediados de la década de 1980, Yasser Arafat, al describir el sumud como una estrategia política que es requisito previo para la lucha, declaró:
"El elemento más importante del programa palestino es aferrarse a la tierra. Aferrarse a la tierra y no solo a la guerra. La guerra se encuentra en un nivel diferente. Si solo peleas, eso es una tragedia. Si luchas y emigras, eso es una tragedia. La clave es que permanezcas y luches. Lo importante es que te aferres a la tierra y después, al combate".
El sumud en este sentido tiene el significado de "permanecer a pesar de los continuos ataques". No se trata simplemente de resistencia pasiva, sino de "un acto de resistencia y desafío inquebrantables". Los refugiados palestinos, tanto los que viven dentro como fuera de los territorios ocupados, a menudo describen su capacidad para resistir y soportar la vida en los campamentos como sumud. La resistencia de los refugiados palestinos a los ataques a Tel al-Zaatar y Sabra y Shatila en el Líbano se citan como ejemplos principales de sumud.
Noam Chomsky, en su libro El triángulo fatal, cita a Raja Shehadeh, quien dice que hay tres formas de resistir la ocupación: el "odio ciego" ("el terrorista"), la "sumisión muda" ("el moderado") y la forma "del Samid". Shehadeh explica: "Tú, Samid, eliges quedarte en esa prisión porque es tu hogar y porque temes que si te vas, tu carcelero no te permita regresar. Viviendo así, debes resistir constantemente la doble tentación de consentir el plan del carcelero en una desesperación entumecida, o volverte loco por el odio devorador hacia tu carcelero y hacia ti mismo, el prisionero".

Tras la conclusión del conflicto entre Israel y Palestina de 2021, una doctora de Gaza le dijo a la periodista israelí Amira Hass :
Ahora estamos de vuelta en casa. Estaba tan feliz con tan solo pensar en volver al jardín y a nuestras palomas. Aunque no les habíamos podido dar de comer durante cuatro días, no murieron. Como nosotros, también conocen el significado de sumud (...) Generación tras generación, la nakba continúa. Dondequiera que vamos, los judíos nos persiguen. Pero no nos eliminarán, eso es imposible. Deben entender eso. No somos indios (americanos). Nos quedaremos y nos multiplicaremos. Tampoco lo olvidaremos (...) No creemos en los partidos, ni en Hamás ni en Fatah. Se pueden ir al infierno. Pero tenemos fe en Dios, en nuestro pueblo, en nuestra tierra, en nuestra patria.

### Desobediencia civil y no violencia
Desde 1967, los palestinos han organizado numerosas protestas no violentas como huelgas generales, boicots y manifestaciones, todas ellas íntimamente asociadas con el concepto de sumud. La conceptualización del sumud de Raja Shehadeh como una actitud de vida no violenta, que podría forjar una tercera vía entre la aceptación de la ocupación y el recurso a la lucha armada, dio voz a los muchos palestinos que se negaron a abandonar su tierra y trataron de seguir con su vida diaria. Aunque el mero hecho de continuar con la vida diaria en circunstancias a menudo imposibles puede considerarse en sí mismo una forma de resistencia no violenta, el concepto de sumud también ha inspirado formas más activas de desobediencia civil no violenta. En los últimos años, como respuesta al aumento de las demoliciones israelíes alrededor de At-Tuwani y de las aldeas vecinas en las colinas del sur de Hebrón, se formó un grupo denominado Jóvenes por el sumud, cuyo objetivo es organizar protestas contra la ocupación e inspirar a sus vecinos a permanecer en sus tierras frente al constante hostigamiento militar y de los colonos.

#### Primera Intifada

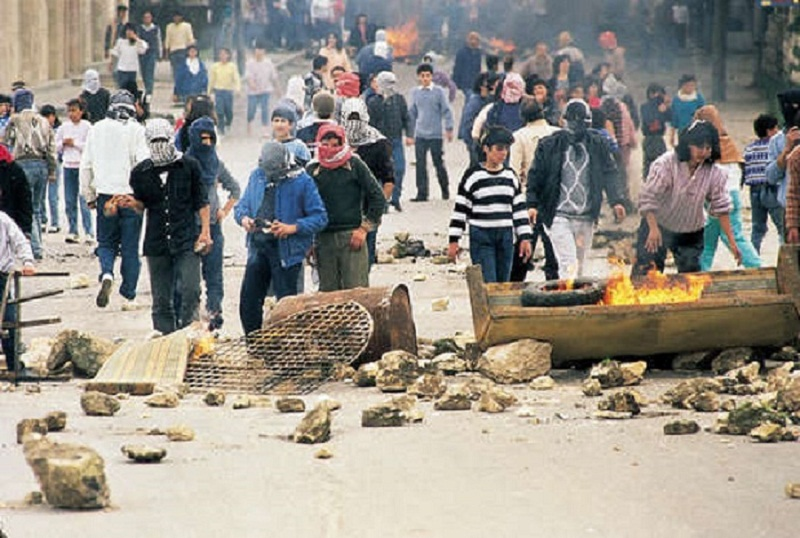
Protestas palestinas durante la Primera Intifada (1987-1993).

Durante la Primera Intifada (1987–1993), el concepto de sumud llegó a su plena expresión con el enfoque de "liberar a los palestinos de la dependencia de Israel negándose a cooperar y construyendo instituciones y comités independientes".
Un plan de acción integral dentro de la no violencia anunciado por Hanna Siniora y Mubarak Awad en enero de 1988 instó a los palestinos a boicotear los productos israelíes y a poner fin a la cooperación con Israel. Los comerciantes de la Franja de Gaza y Cisjordania cerraron sus tiendas en protesta por el trato de Israel a los manifestantes. Las mujeres palestinas comenzaron a cultivar en tierras que antes no se cultivaban para compensar la carestía de productos israelíes, y los palestinos abrieron escuelas clandestinas e improvisadas para responder al cierre por parte de Israel de 900 instituciones educativas en los territorios ocupados.
Entre septiembre y octubre de 1989, mientras Israel intentaba sofocar la Intifada, las autoridades israelíes llevaron a cabo redadas de impuestos, mediante las cuales las fuerzas militares israelíes y los funcionarios fiscales ingresaban en una ciudad, cobraban fuertes impuestos tanto a ciudadanos como a empresas palestinas y salían con millones de dólares en ahorros, bienes y artículos para el hogar. En Beit Sahour, los aldeanos respondieron organizando una revuelta fiscal bajo el lema "No hay tributación sin representación", el mismo que utilizaron los colonos norteamericanos en su rebelión contra el Imperio Británico previa a la guerra de la Independencia estadounidense. El ejército israelí respondió a esta negativa a pagar impuestos con un asedio total del municipio, impidiendo la entrada de alimentos y suministros médicos, cortando el suministro de electricidad e imponiendo estrictos toques de queda. El ejército confiscó objetos personales, muebles, maquinaria industrial y automóviles, y también golpeó y arrestó a muchos de los habitantes de Beit Sahour. Sin embargo, los aldeanos se mantuvieron firmes en su iniciativa hasta que Israel retiró el asedio y detuvo las redadas a finales de octubre de 1989 debido a la cobertura de los medios de comunicación y a la consiguiente protesta internacional.

## Símbolos, iconos y referencias literarias

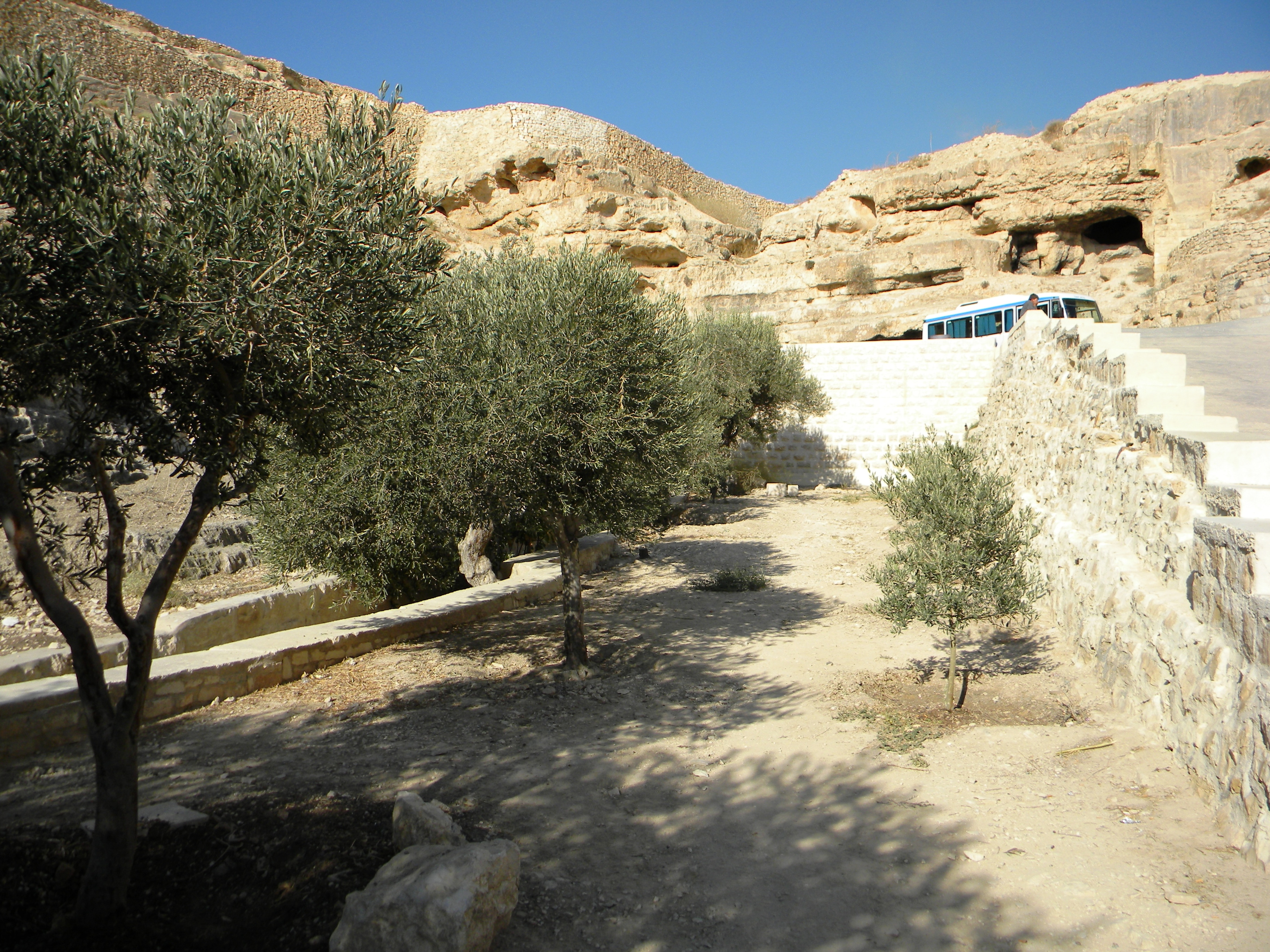
Olivos cerca del Monasterio de Mar Saba, a las afueras de Belén.

Además del campesino (y más en concreto, de la campesina embarazada), otro importante símbolo del sumud para los palestinos es el olivo por su larga historia de arraigo en la región. Esta asociación se ha manifestado tradicionalmente en la poesía palestina, como en el poema de 1982 de Raja Shehadeh:
"A veces, cuando estoy caminando por las colinas... disfruto inconscientemente del tacto de la tierra dura bajo mis pies, del olor a tomillo y las colinas y los árboles que me rodean, me descubro mirando a un olivo, y mientras lo miro, se transforma ante mis ojos en un símbolo de los samidin, de nuestra lucha, de la pérdida. Y en ese preciso instante me roban el árbol; en su lugar hay un espacio vacío en el que se cuelan la ira y el dolor".

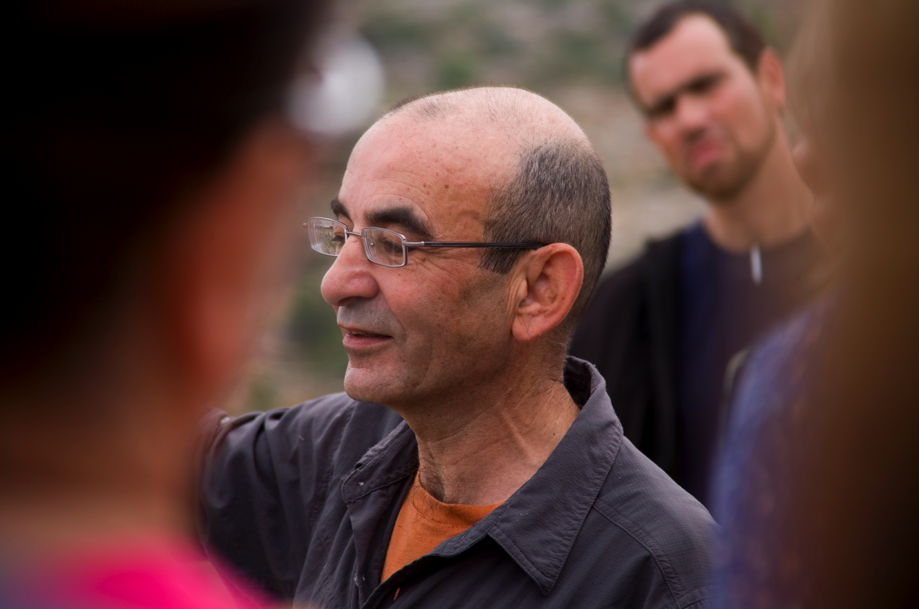
Raja Shehadeh

Shehadeh, un abogado de Ramala, abordó también el sumud fuera del ámbito de la poesía. En su libro La Tercera Vía (1982) escribió: "Nosotros, los samidin, no podemos luchar contra la fuerza bruta de los israelíes, pero debemos mantener nuestra ira ardiendo: fortalecer nuestra voluntad de luchar contra las mentiras. Depende de nosotros recordar y registrar.”  Adriana Kemp señala que la representación que Shehadeh hace del samid es la de una situación de ambivalencia, citando la evocación de este sobre su regreso voluntario a Cisjordania después de haber vivido en Europa (donde podría haberse quedado), en la que escribe: "Es extraño volver así, por tu propia voluntad, a las cadenas de sumud". Shehadeh también criticó duramente a la élite palestina que se beneficiaba de hablar "con espíritu ampliamente patriótico pero solo de boquilla de nuestra lucha, [lo que] era más de lo que el sumud en mi pobre y amada tierra podía soportar". Irónicamente, muchos palestinos veían a personas como Shehadeh, proveniente de una familia de clase media cisjordana, como parte de los estratos que más se beneficiaron de las políticas de apoyo financiero a la Organización para la Liberación de Palestina (OLP) en la década de 1980, y a los que acusaron de promover el mantenimiento del statu quo a través de la política de sumud.
Edward Said encontraba fuerzas en la creciente autoconciencia y determinación de permanecer en la Palestina histórica que había ganado prominencia entre los palestinos de los territorios ocupados. En After the Last Sky: Palestina Lives (1986), hace referencia al trabajo de Shehadeh y caracteriza el sumud como "una solución táctica completamente exitosa" en un momento en el que no se dispone de una estrategia eficaz alternativa.
En Palestinian Like Me (1989), Yoram Binur, un periodista israelí y sionista que vivió como trabajador árabe encubierto durante seis meses en Tel Aviv y Jerusalén para experimentar cómo podría ser esa vida, describe el sumud como "una actitud, una filosofía y una forma de vida", como "una forma más básica de resistencia que surge de la idea de que simplemente existir, sobrevivir y permanecer en tu tierra es un acto de desafío, especialmente cuando la deportación es lo que más temen los palestinos..." 

En su descripción de formas más activas de sumud, Binur cuenta su encuentro con dos palestinos que trabajaban como obreros de la construcción en el asentamiento israelí de Beit El. Cuando Binur (en su papel de árabe) los criticó por trabajar para "los peores de ellos", los trabajadores respondieron que el dinero que reciben por ese trabajo no solo les permite ser samidin y seguir viviendo en su tierra, sino que en su trabajo aprovechan cada oportunidad para "combatirlos". Binur les preguntó: "¿Qué podéis hacer como simples trabajadores?", a lo que uno de los trabajadores respondió:
"Bastante. En primer lugar, después de colocar los azulejos en el baño o la cocina de un colono israelí, cuando todos los azulejos están en su lugar y el cemento ya se ha secado, cojo un martillo y rompo algunos. Cuando terminamos de instalar las tuberías de alcantarillado y el subcontratista judío ha comprobado que todo está bien, entonces meto un saco de cemento en la tubería. Tan pronto como el agua corre por esa tubería, el cemento se endurece como una roca y el sistema de alcantarillado se bloquea".

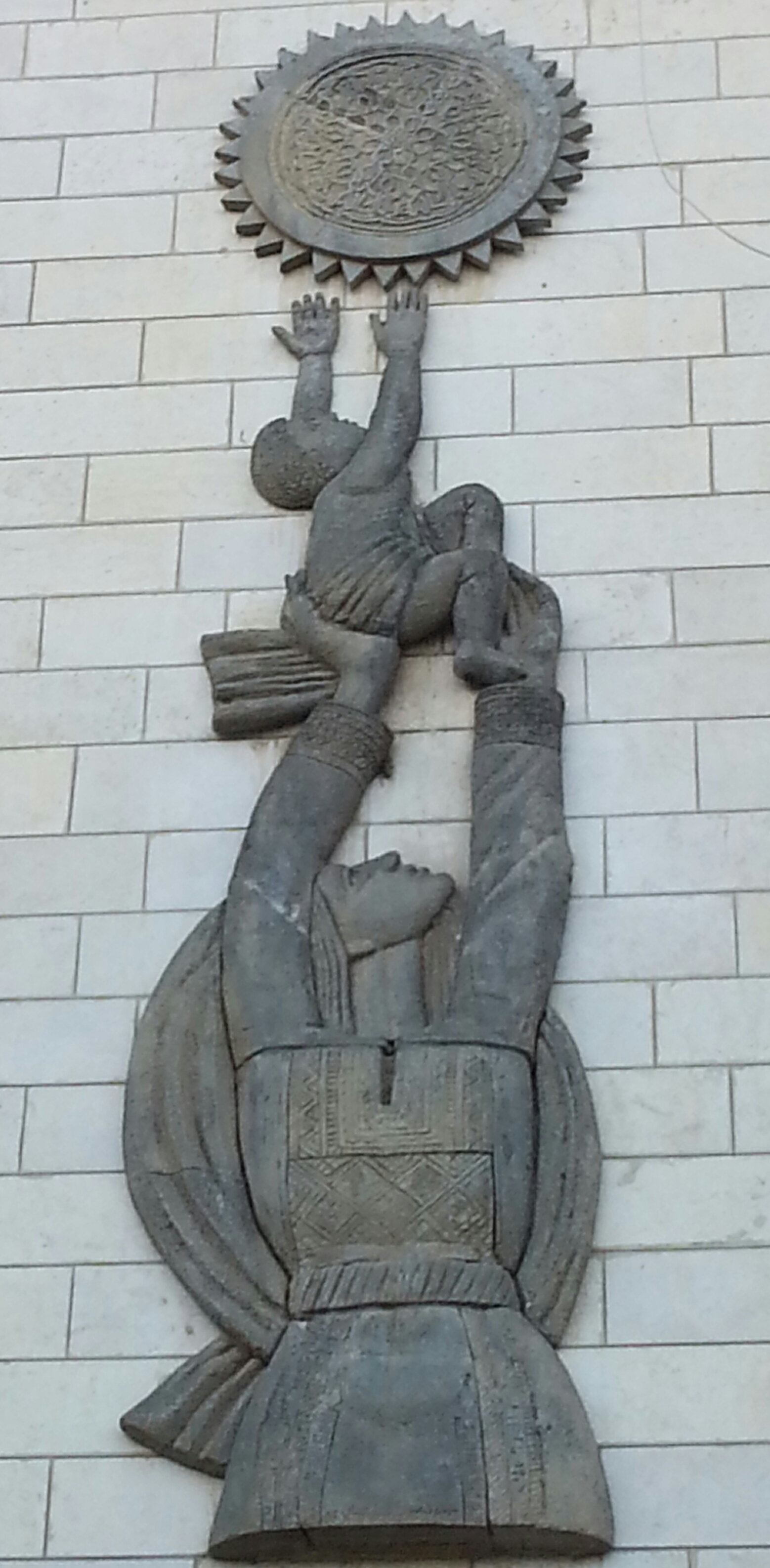
Mural de Sliman Mansour en Al Bireh.

Sliman Mansour, un artista palestino, ha creado imágenes que "dan una forma visual a la ideología recientemente formulada del sumud", que la historiadora del arte israelí Gannit Ankori describe como "un firme arraigo a la tierra independientemente de las penurias y humillaciones causadas por la ocupación". Entre los ejemplos del trabajo de Mansour sobre el sumud se encuentran dos óleos sobre lienzo, Olive-picking (1987) y Olive-picking Triptych (1989).

Muhannad 'Abd Al-Hamid, columnista del diario palestino Al-Ayyam, escribió que la resistencia (muqawama) es un derecho legítimo del pueblo palestino, pero que, a la luz de su alto coste y de sus limitados resultados, se deben buscar otras formas de lucha. Al-Hamid argumenta que:
"La resistencia es supervivencia y constancia. Es plantar árboles, desarrollar la educación, boicotear los productos israelíes, [llevar a cabo] un levantamiento popular contra la valla de separación racista, construir casas en Jerusalén, reabrir las instituciones [allí], luchar contra todas las formas de corrupción, boicotear a las empresas que contribuyen a la judaización de Jerusalén y a la construcción de los asentamientos, y también a las empresas que suministran armas al ejército de ocupación. Hay cien formas más de resistencia que dañarán la ocupación más de lo que nos dañarán a nosotros, preservando al mismo tiempo el derecho legítimo de resistencia en condiciones que no perjudiquen la seguridad y los intereses del pueblo [palestino].
Sin embargo, algunos otros miembros destacados de Fatah, como Husam Khader, declararon que “Fatah no ha cambiado su identidad nacional y conserva la opción de la resistencia y la lucha armada. Pero ahora, por primera vez (...) está permitiendo la opción de las negociaciones como una de las opciones estratégicas del pueblo palestino y como una forma posible de alcanzar sus objetivos políticos".

## Referencias contemporáneas

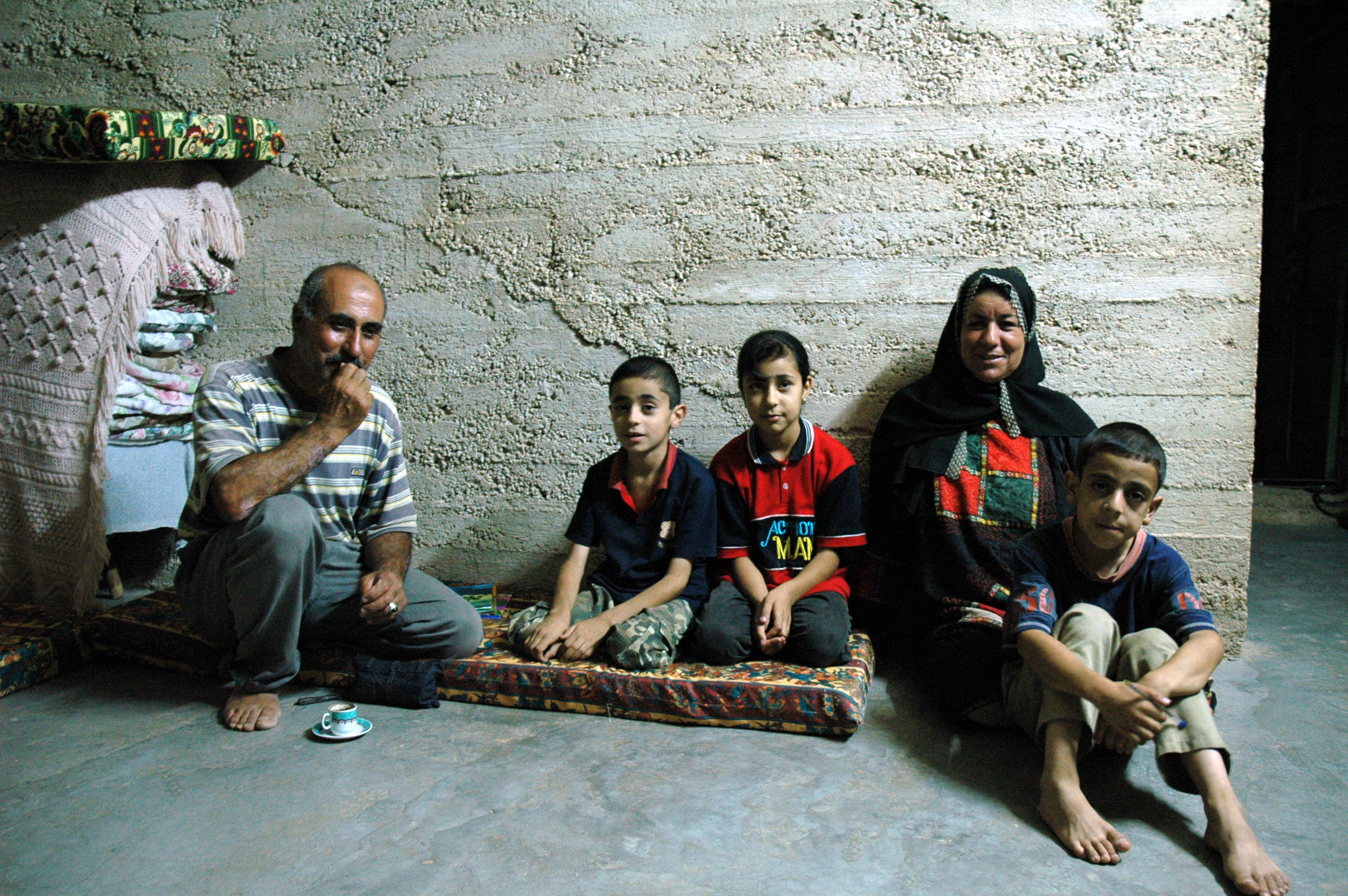
Familia palestina en Yanun, cerca de Nablus, el 23 de agosto de 2004.